# Márcio Rossini
Márcio Antônio Rossini (Marília, 20 settembre 1960) è un allenatore di calcio ed ex calciatore brasiliano, di ruolo difensore.

## Biografia
In seguito al ritiro è rimasto nello stato di San Paolo, ove svolge la professione di allenatore.

## Caratteristiche tecniche
Giocava come difensore, ricoprendo il ruolo di centrale.

## Carriera

### Giocatore

#### Club
Cresciuto nel Marília insieme a Jorginho Putinatti, con cui nel 1979 vince la Copa São Paulo de Futebol Júnior, principale competizione giovanile brasiliana, viene acquistato dal Santos nello stesso anno. Debutta in massima serie nazionale il 23 marzo 1980 al Vila Belmiro contro il Náutico, entrando al posto di Neto. Insieme al libero Toninho Carlos crea una buona intesa, che permette ai due di rimanere al Santos per svariate stagioni. Il primo a lasciare il Peixe è Rossini, che nel 1986 cambia maglia e Stato, passando al Bangu di Rio de Janeiro. Con la società carioca gioca ventinove partite in massima divisione, superando le cento presenze complessive con le gare del campionato statale. Nel 1989 passa al Flamengo, che lo schiera nove volte in Série A e diciassette in totale. Transitato per il Santos, disputa le ultime otto gare in prima divisione con l'Internacional di Porto Alegre, l'ultima delle quali il 14 ottobre 1990 al São Januário con il Vasco da Gama. In seguito, gioca il campionato Paulista con Noroeste, Portuguesa e Sãocarlense prima di tornare al Marília, squadra della sua città natale, per chiudervi la carriera.

#### Nazionale
Il suo debutto avvenne in occasione dell'amichevole contro il Cile il 28 aprile 1983; giocò poi, nell'àmbito della tournée europea di quell'anno, contro il Portogallo, l'8 giugno, il 12 contro il Galles, il 17 con la Svizzera e il 22 contro la Svezia. In quest'ultima partita segna anche la sua unica rete in Nazionale, marcando di tacco al volo dopo un calcio d'angolo battuto da João Paulo. Nel 1983 ottenne la convocazione per la Copa América. Fece dunque il suo esordio nella competizione il 17 agosto a Quito contro l'Ecuador, giocando tutta la partita. Saltò poi la partita successiva contro l'Argentina, sostituito dal compagno Toninho Carlos. Tornò contro l'Ecuador a Goiânia, uscendo a partita in corso per far spazio ancora una volta a Toninho Carlos. L'incontro conclusivo del girone, contro l'Argentina al Maracanã, lo vide titolare al centro della difesa. Ottenuta la qualificazione alla fase successiva, il Brasile dovette affrontare il Paraguay, e Márcio Rossini fu titolare in entrambe le occasioni. La selezione verdeoro si qualificò per la finalissima, e ancora una volta Rossini giocò dall'inizio entrambi gli incontri; la sua Nazionale terminò seconda, sconfitta dall'Uruguay.

### Allenatore
Appena chiusa la carriera da giocatore, iniziò quella di allenatore, sedendosi sulla panchina del Marília: proseguì con un'altra sua ex squadra, il Noroeste, e successivamente con il Garça. Nel 1999 ottenne la vittoria della terza divisione del campionato paulista con il Rio Preto, suo unico successo da tecnico. In seguito continuò ad allenare nello Stato di San Paolo, seppur non riuscendo a ottenere incarichi in società particolarmente rilevanti.

## Palmarès

### Giocatore

#### Club

##### Competizioni giovanili
- Copa São Paulo de Futebol Júnior: 1

Marília: 1979

##### Competizioni nazionali
- Campionato paulista: 1

Santos: 1984

#### Individuale
- Bola de Prata: 1

1983

### Allenatore

#### Club

##### Competizioni nazionali
- Campionato Paulista Serie A3: 1

Rio Preto: 1999